# 시 베놈 (미사일)

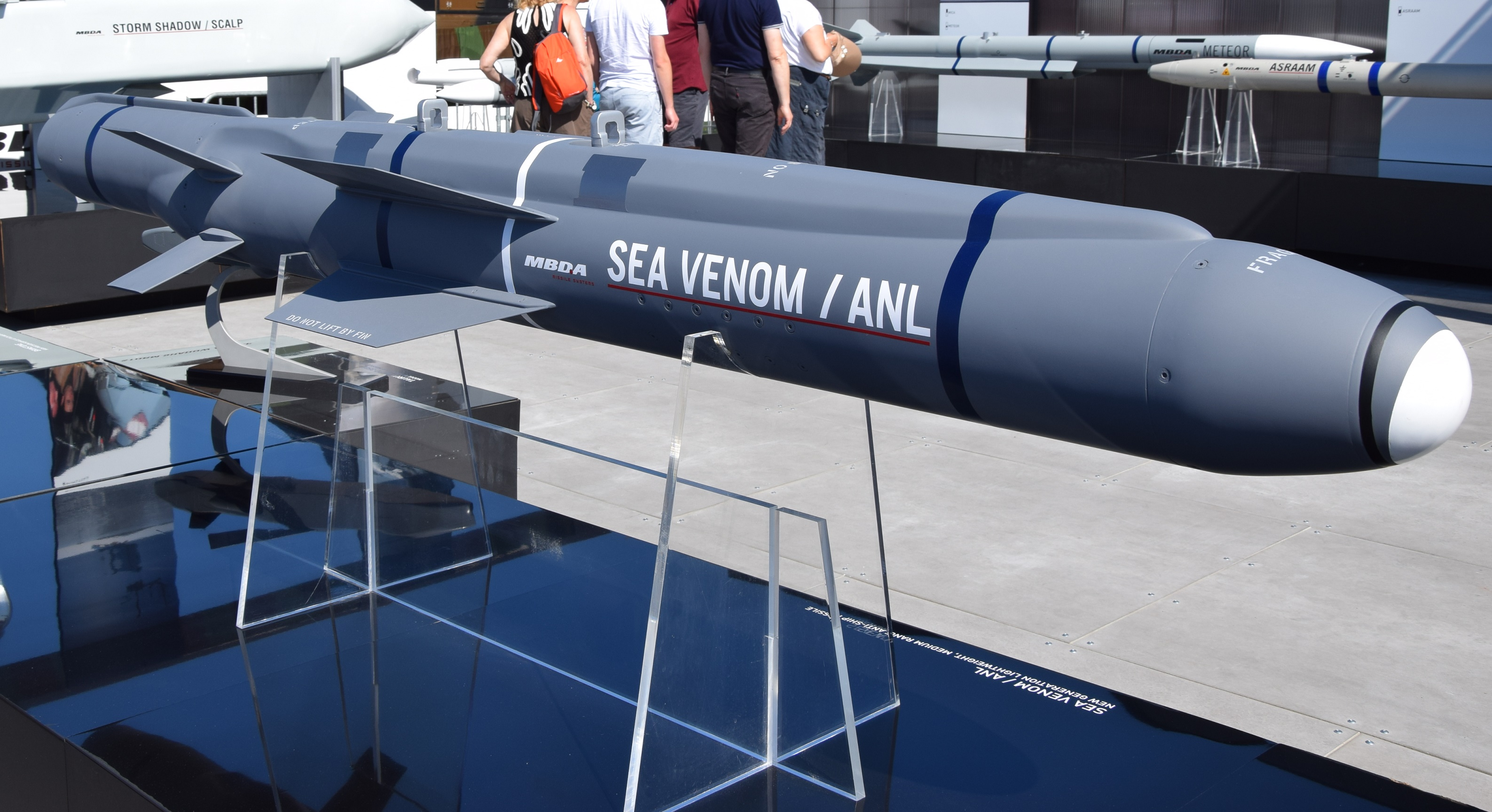

시 베놈(Sea Venom)은 영국과 프랑스가 개발중인 대함 미사일이다. 2020년 영국 해군에 실전배치될 계획이다.
시 베놈 대함 미사일은 영국 해군의 아구스타웨스트랜드 AW159 와일드캣 헬기, 프랑스 해군의 유로콥터 AS565 팬더, NH90 헬기에 장착될 것이다.
영국 해군의 시 스쿠아, 프랑스 해군의 AS 15 TT 대함 미사일을 대체할 것이다.
- 시 스쿠아,  영국, 실전배치 1982년, 무게 145 kg, 탄두중량 30 kg, 사거리 25 km
- AS 15 TT,  프랑스, 실전배치 1985년, 무게 96 kg, 탄두중량 30 kg, 사거리 15 km
- 시 베놈  영국,  프랑스, 실전배치 2020년, 무게 110 kg, 탄두중량 30 kg, 사거리 20 km

## 같이 보기
- 경량 다목적 미사일